# Koji Uehara
Koji Uehara (上原 浩治 Uehara Kōji?); nacido el 3 de abril de 1975) es un exlanzador japonés de béisbol profesional que jugó en la Grandes Ligas (MLB) con los Baltimore Orioles, Texas Rangers, Boston Red Sox y Chicago Cubs, y en la Liga Japonesa de Béisbol Profesional (NPB) con los Yomiuri Giants.
Un lanzador diestro, Uehara tiene un sólido porcentaje de ponches en su carrera en la MLB, con 10.73 K/9 (ponches por nueve entradas lanzadas) y 1.36 BB/9 (base por bolas por nueve entradas lanzadas) hasta la temporada 2016. Durante la temporada 2016, su tasa de 7.91 K/BB es la mejor en la historia de la MLB para un jugador con al menos 100 entradas lanzadas. Uehara ganó el premio de Jugador Más Valioso de la Serie de Campeonato de la Liga Americana en 2013 y cerró el último juego de la Serie Mundial de 2013. Con su victoria en la Serie Mundial, Uehara se convirtió en uno de los cuatro jugadores en la historia que ha ganado una Serie Mundial y un Clásico Mundial de Béisbol.

## Carrera profesional

### Yomiuri Giants
Uehara jugó con los Gigantes de Yomiuri de 1999 a 2008. Fue elegido como el mejor novato de la Liga Central en 1999, ganó dos veces (1999 y 2002) el Premio Eiji Sawamura otorgado al mejor lanzador del béisbol japonés y fue seleccionado ocho veces al Juego de las Estrellas de la Liga Japonesa de Béisbol Profesional (1999-2005, 2007).
En 10 temporadas para los Gigantes, se desempeñó principalmente como lanzador abridor, y en 276 partidos jugados, incluyendo solo 71 como relevista, acumuló un promedio de carreras limpias de 3.01 con 112 victorias, 62 derrotas y 33 salvamentos. Lanzó un total de 56 juegos completos, incluyendo 9 blanqueadas (shutouts). Ganó tres veces el título de la Liga Central y dos veces la Serie de Japón (equivalente a la Serie Mundial de la MLB) en 2000 y 2002. Jugó en la final de 2008, su último año en Japón, pero su club perdió contra los Seibu Lions.
Uehara fue miembro del equipo de Japón que ganó la primera edición del Clásico Mundial de Béisbol en 2006. También ganó la medalla de bronce en los Juegos Olímpicos de Atenas 2004.

### Batimore Orioles
Uehara firmó un contrato de por dos años y $10 millones con los Orioles de Baltimore el 13 de enero de 2009. Comenzó la temporada en el segundo lugar en la rotación de lanzadores abridores de los Orioles, detrás de Jeremy Guthrie.
Debutó en Grandes Ligas con una victoria sobre los Yanquis de Nueva York el 8 de abril, convirtiéndose en el primer japonés en jugar con los Orioles. Sin embargo, sufrió varias lesiones a lo largo de la temporada, por lo que finalizó con marca de 2-4, 4.05 de efectividad y 48 ponches en apenas 12 juegos iniciados. 
La siguiente temporada, participó exclusivamente como lanzador relevista, y culminó con marca de 1–2, 2.86 de efectividad, 55 ponches y 13 salvamentos en 44 entradas lanzadas.
En la primera mitad de 2011, registró marca de 1-1 con 1.72 de efectividad y 62 ponches en 47 entradas.

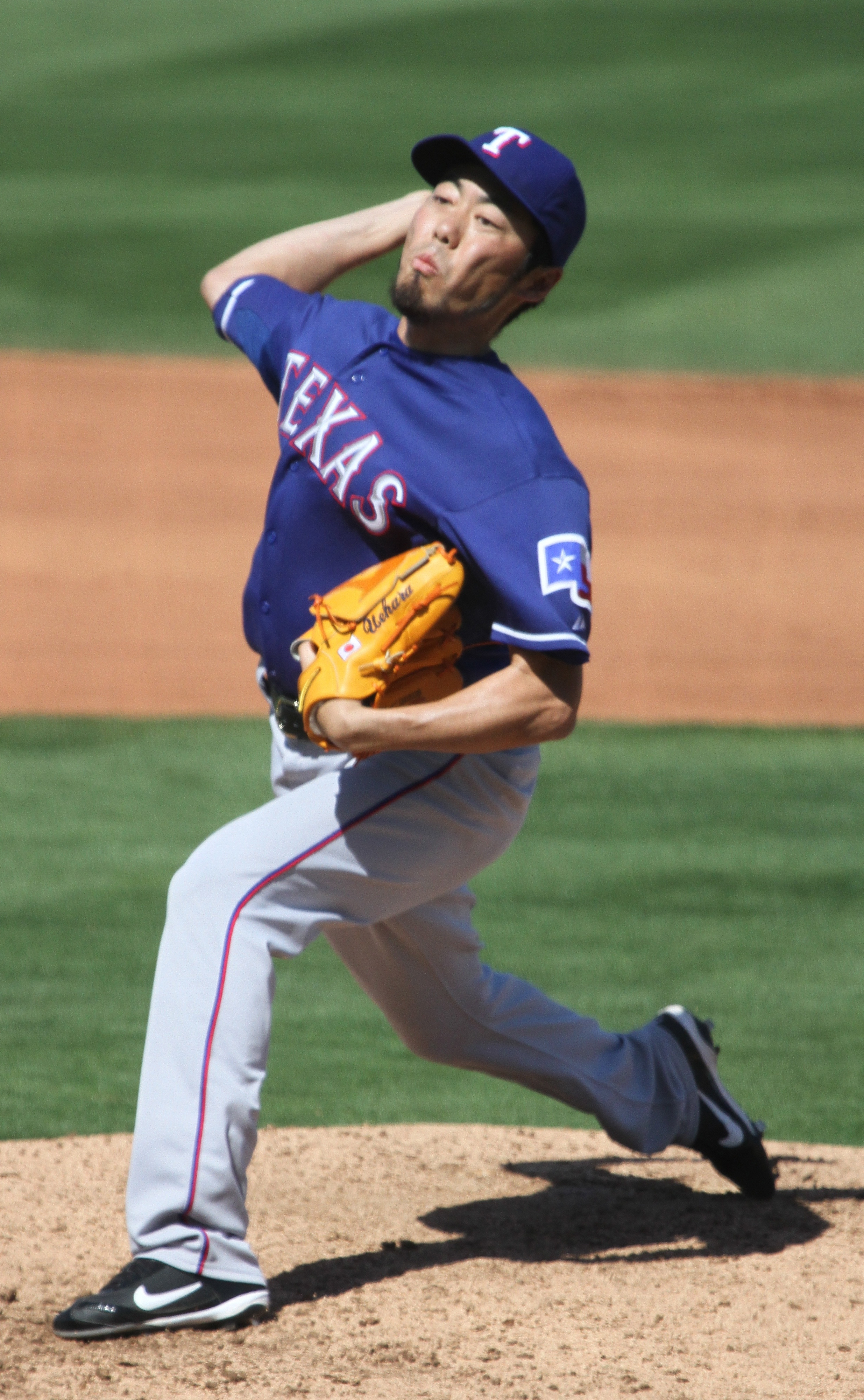
Uehara lanzando con los Rangers de Texas en 2012.

### Texas Rangers
El 30 de julio de 2011, Uehara fue intercambiado a los Rangers de Texas por Chris Davis y Tommy Hunter. El cambio lo volvió a unir con su antiguo compañero de equipo de la secundaria Yoshinori Tateyama. Después de comenzar la temporada con excelentes números con los Orioles, su segunda mitad con los Rangers probaría ser difícil, al registrar marca de 1-2 con una efectividad de 4.00 después del intercambio. Las cosas empeorarían en la postemporada cuando permitió 3 jonrones en 1 1⁄3 entradas para acumular una alta efectividad de 33.75 antes de quedar fuera de la plantilla para la Serie Mundial debido a su ineficacia. Terminaría el 2011 con un récord total de 2-3, efectividad de 2.35 y 85 ponches en 65 entradas.
En 2012, Uehara se quedó con los Rangers por decisión del equipo. Se recuperaría con una campaña exitosa al mantener su efectividad por debajo de 1.75. Sin embargo, estuvo limitado a 37 juegos con 36 entradas lanzadas, 43 ponches y solo 3 bases por bolas después de pasar un tiempo en la lista de lesionados debido a un tirón muscular lateral.

### Boston Red Sox

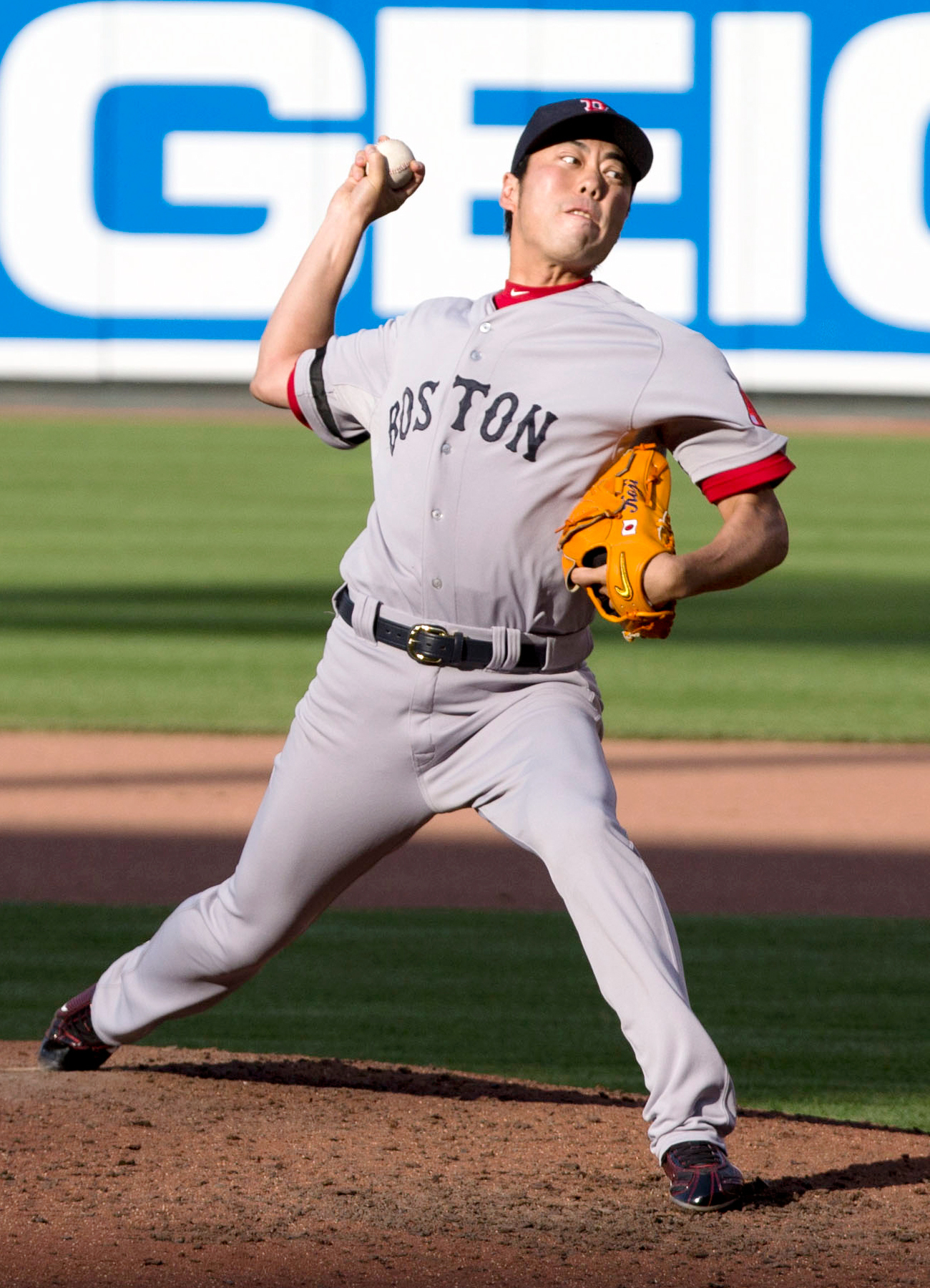
Koji Uehara en 2013 con los Medias Rojas de Boston.

El 6 de diciembre de 2012, Uehara aceptó un contrato de un año con los Medias Rojas de Boston. Se convirtió en el cerrador del equipo tras las lesiones de Andrew Bailey y Joel Hanrahan.
La temporada 2013 de Uehara fue una de las más dominantes de cualquier lanzador de relevo en la historia del béisbol. Su WHIP de 0.57 en 74 1⁄3 entradas estableció un récord para un lanzador con 50 o más entradas lanzadas. Entre el 9 de julio y el 17 de septiembre, Uehara retiró a 37 bateadores consecutivos, superando el récord anterior de 32 de los Medias Rojas, y acercándose al récord de Bobby Jenks de 41 outs consecutivos por un relevista. Uehara terminó la temporada regular con efectividad de 1.09 y ponchó al 38.1% de los bateadores que enfrentó.
Uehara lanzó en cinco juegos de la Serie de Campeonato de la Liga Americana, en la que fue nombrado Jugador Más Valioso. En la serie lanzó 5 1⁄3 entradas, permitiendo cuatro hits y ninguna base por bolas, y registró nueve ponches, además del salvamento que llevó a los Medias Rojas a la Serie Mundial. En el Juego 4 de la Serie Mundial de 2013, Uehara eliminó al corredor emergente de los Cardenales de San Luis, Kolten Wong, para el registrar el último out de la victoria por 4-2 de los Medias Rojas. En el Juego 5, registró su séptimo salvamento de la postemporada, empatando el récord de más salvamentos en una sola postemporada. (El año siguiente, Greg Holland empató su récord de salvamentos, igualando a John Wetteland, Robb Nen, Troy Percival y Brad Lidge). En el Juego 6, Uehara lanzó la última pelota que le dio la victoria a los Medias Rojas.
El 9 de julio de 2014, Uehara fue seleccionado a su primer Juego de Estrellas, reemplazando al lesionado Masahiro Tanaka de los Yanquis de Nueva York. Firmó una extensión de dos años con los Medias Rojas el 30 de octubre de 2014 después de terminar la temporada regular con marca de 6-5, 2.52 de efectividad, 80 ponches y 26 salvamentos en 31 oportunidades en 64 1⁄3 entradas totales.
En 2015 retomó la posición de cerrador, pero sufrió una lesión que le cortó la temporada cuando una bola golpeó su muñeca derecha. Terminaría prematuramente su campaña de 2015 con un récord de 2-4 y efectividad de 2.23, 47 ponches en 40 1⁄3 entradas y 25 salvamentos en 27 intentos.
En 2016, Uehara terminó la temporada regular con un récord de 2-3, una efectividad de 3.45, 63 ponches en 47 entradas y 7 salvamentos después de pasar un tiempo en la lista de lesionados con una distensión pectoral. Su equipo llegaría a la postemporada por primera vez desde la temporada 2013 en que fueron campeones. En la Serie Divisional, Uehara lanzó dos entradas sin permitir carreras, pero los Medias Rojas fueron barridos por los Indios de Cleveland en tres juegos.

### Chicago Cubs
El 14 de diciembre de 2016, Uehara firmó un contrato con los Cachorros de Chicago por un año y $6 millones. Terminó la temporada 2017 con marca de 3-4, 3.98 de efectividad, 50 ponches y dos salvamentos en 43 entradas lanzadas.

### Yomiuri Giants (segundo período)
El 9 de marzo de 2018, Uehara firmó un contrato de un año con los Gigantes de Yomiuri, regresando a Japón por primera vez desde 2008. Fue seleccionado para el Juego de Estrellas de la NPB de 2018. El 20 de julio de 2018, Uehara se convirtió en el segundo lanzador en la historia en tener 100 victorias, 100 holds y 100 salvamentos combinados entre NPB y MLB. El 14 de diciembre de 2018, volvió a firmar con los Gigantes. En su última temporada, terminó con una efectividad de 4.00 en nueve entradas, después de haber ponchado a 10 bateadores. Posteriormente, anunció su retiro como jugador profesional.